# Farkas (film, 2013)
A Farkas (eredeti cím: The Wolverine) 2013-ban bemutatott egész estés amerikai–brit film, melynek főszereplője a Marvel Comics képregényhőse, Rozsomák/Farkas. Ez a hatodik része az X-Men-filmeknek, és a második film, mely Farkas, azaz Logan életéről szól. A címszereplőt ezúttal is Hugh Jackman alakítja. A filmet James Mangold rendezte, Christopher McQuarrie, Scott Frank és Mark Bomback forgatókönyvéből, mely Chris Claremont és Frank Miller 1982-es, limitált kiadású Rozsomák-képregénye alapján készült.
A film bemutatójára 2013. július 24-én került sor, Ausztráliában, Magyarországon július 25-én, míg az Amerikai Egyesült Államokban július 26-án. A film összességében pozitív kritikákat kapott és világszerte több mint 335 millió dolláros bevételt ért el.

## Cselekmény
Farkas a második világháború alatt, amikor az amerikaiak egy B-29-es bombázóról atombombát dobnak le Nagaszakira, megmenti egy Yashida nevű japán altiszt életét.
Yashida sikeres vállalkozóvá válik, akinek cége a technikai innováció élvonalában jár. Amikor érzi a halálát, elküldi Yukiót, egy vörös hajú japán nőt (aki képes előre látni mások halálát), hogy Farkast hozza el a halálos ágyához, Japánba. Farkas hosszú ideje remeteként él egy barlangban. Yashida a vállalkozásait és minden vagyonát az egyetlen lányunokájára, Marikóra hagyja. Yashida másnap meghal. A temetési szertartáson lövöldözés tör ki, Marikót megpróbálják elrabolni a Jakuza emberei, de elmenekülnek.
Farkas azt észleli, hogy a Yashidát kezelő szőke orvosnő erőszakos csókja után (amiről azt hitte, hogy csak álom) az öngyógyító képessége megszűnt.
Farkas rendszeresen látja az álmaiban korábbi szerelmét, Jeant, akit ő maga ölt meg, és aki tanácsokat ad neki, hogy mit kellene tennie. Ezek gyakran a küzdelem feladását és a halál elfogadását közvetítik, amit Farkas nem fogad el.
Mariko és Farkas egy nagy sebességű vonattal Nagaszakiba utaznak, ahol hamarosan egymásba szeretnek. Yukio egy látomásában látja Logant meghalni, így elhatározza, hogy figyelmezteti. A Jakuza eközben elrabolja Marikót.
Az egyik elrablótól szerzett információ nyomán eljutnak Mariko formális vőlegényéhez (akit apja politikai okból szerzett neki), az igazságügyi miniszterhez. Noburo Mori bevallja, hogy szövetkezett Mariko apjával, Shingennel, hogy ölessék meg Marikót a vállalat feletti irányítás megszerzése miatt. Farkas kihajítja az erkélyen. Marikót az apja elé vonszolják. Ekkor nindzsák támadják meg őket, akiket Harada vezet, Mariko gyerekkori barátja és testőre. Logan és Yukio későn érkeznek, és Yashida röntgenkészülékével felfedezik, hogy Farkas szívének közelében egy parazita van elhelyezve. Logan felmetszi a saját testét és eltávolítja a parazitát, ami blokkolta az öngyógyító képességét. Eközben Yukio egy kardpárbaj során megakadályozza, hogy Shingen árthasson Farkasnak.
Logan követi Marikót a Yashida főhadiszállásra, ami előtt mérgezett nyilakkal harcképtelenné teszik. Logan arra tér magához, hogy fémesen egy székbe van szíjazva. Yashida egykori kezelőorvosa, a szőke nő, Dr. Green felfedi Logan előtt, hogy meg akarja szerezni az öngyógyító képességét. A közelben egy hatalmas elektromechanikus szerkezet, egy „ezüst szamuráj” található, ami szintén adamantiumból készült és ami hamarosan rátámad Loganre.
Logan harcra kel a szamuráj ellen, eközben Yukio összecsap Dr. Greennel (alias Vipera). Az ezüst szamuráj levágja Logan karmait. Az ezüst szamuráj látszólag megmenti Logant a lezuhanástól, de elkezdi kiszívni az életerejét és kiderül róla, hogy Yashida rejtőzik a belsejében, aki csak megrendezte a saját halálát, valójában az örök fiatalságra fáj a foga, amit Logantól akart megszerezni. Yukio megöli, ezután Logan egészsége helyreáll.
A vállalat irányítása Marikóra marad, aki elbúcsúzik Logantól, aki Yukióval (aki a testőrének vallja magát) egy Mariko által rendelkezésükre bocsátott magánrepülőgéppel ismeretlen hely felé távoznak.
A stáblista alatt kiderül, hogy két évvel később Logan egy repülőtéren véletlenül találkozik Magnetóval és Xavier professzorral.

## Szereplők
| Színész                        | Szerep                                  | Magyar hang            | Leírás |
| ------------------------------ | --------------------------------------- | ---------------------- | --- |
| Hugh Jackman                   | Logan / Farkas                          | Sinkovits-Vitay András | Mutáns, akinek csodálatos öngyógyító képességei és adamantiummal átitatott csontváza együttesen gyakorlatilag halhatatlanná teszi őt.                                                                                        |
| Okamoto Tao                    | Jasida Mariko                           | Szávai Viktória        | Icsiró unokája, akinek élete veszélybe kerül nagyapja végakaratának következtében. |
| Fukusima Rira                  | Jukio                                   | Balsai Mónika          | Mutáns, aki prekognitív képességekkel rendelkezik, és Icsiró klánjának egyik leghalálosabb bérgyilkosa. |
| Szanada Hirojuki               | Jasida Singen                           | Forgács Péter          | Icsiró fia, valamint Mariko apja és vállalati riválisa, aki jártas a kendóban. |
| Szvetlana Hodcsenkova          | Vipera                                  | Götz Anna              | Jasidának dolgozó mutáns, aki képes mérgeket kiüríteni a szájából. |
| Brian Tee                      | Mori Noburo                             | Moser Károly           | Korrupt igazságügyi miniszter, aki eljegyezte Marikót. |
| Jamanoucsi Haruhiko            | Jasida Icsiró / Ezüst Szamuráj          | Szokolay Ottó          | Singen apja, Mariko nagyapja és a Jasida Industries, egy hatalmas technológiai zaibatsu alapítója. |
| Jamamura Kennoszuke (fiatalon) | Jasida Icsiró / Ezüst Szamuráj          | Seszták Szabolcs       | Singen apja, Mariko nagyapja és a Jasida Industries, egy hatalmas technológiai zaibatsu alapítója. |
| Will Yun Lee                   | Harada Kenuicsio                        | Szatory Dávid          | Mariko egykori szeretője és a Fekete Nindzsa Klán feje, aki felesküdött a Yashida család védelmére. |
| Famke Janssen                  | Jean Grey                               | Fehér Anna             | Mutáns, az X-Men egykori tagja és orvosa, akit Logan megölt. |
| Lynn Collins (archív felvétel) | Kayla Silverfox / Ezüstróka             | Schell Judit           | Farkas egykori barátnője. |
| Patrick Stewart                | Charles Xavier professzor (cameoszerep) | Horányi László         | Telepatikus képességekkel rendelkező mutáns, az Intézmény alapítója. Genetikai mutáció szakértője és az ember és a mutánsok közötti békés kapcsolatok szószólója.                                                            |
| Ian McKellen                   | Erik Lehnsherr / Magneto (cameoszerep)  | Helyey László          | A Testvériség vezetője és alapítója, a holokausztot túlélő mutáns, aki a mutáns felsőbbrendűség nevében háborút folytat az emberiség ellen. Képes irányítani és manipulálni a fémet, ami az egyik legerősebb mutánssá teszi. |

## Fordítás
Ez a szócikk részben vagy egészben  a   The Wolverine (film) című angol Wikipédia-szócikk fordításán alapul.  Az eredeti cikk szerkesztőit annak laptörténete sorolja fel. Ez a jelzés csupán a megfogalmazás eredetét és a szerzői jogokat jelzi, nem szolgál a cikkben szereplő információk forrásmegjelöléseként.